# 島谷常寛
NOBU SAN（ノブ サン、男性、1996年2月27日 - ）は、日本のプロレスラー。山口県出身。下関国際高等学校卒業。本名並びに旧リングネームは島谷常寛。

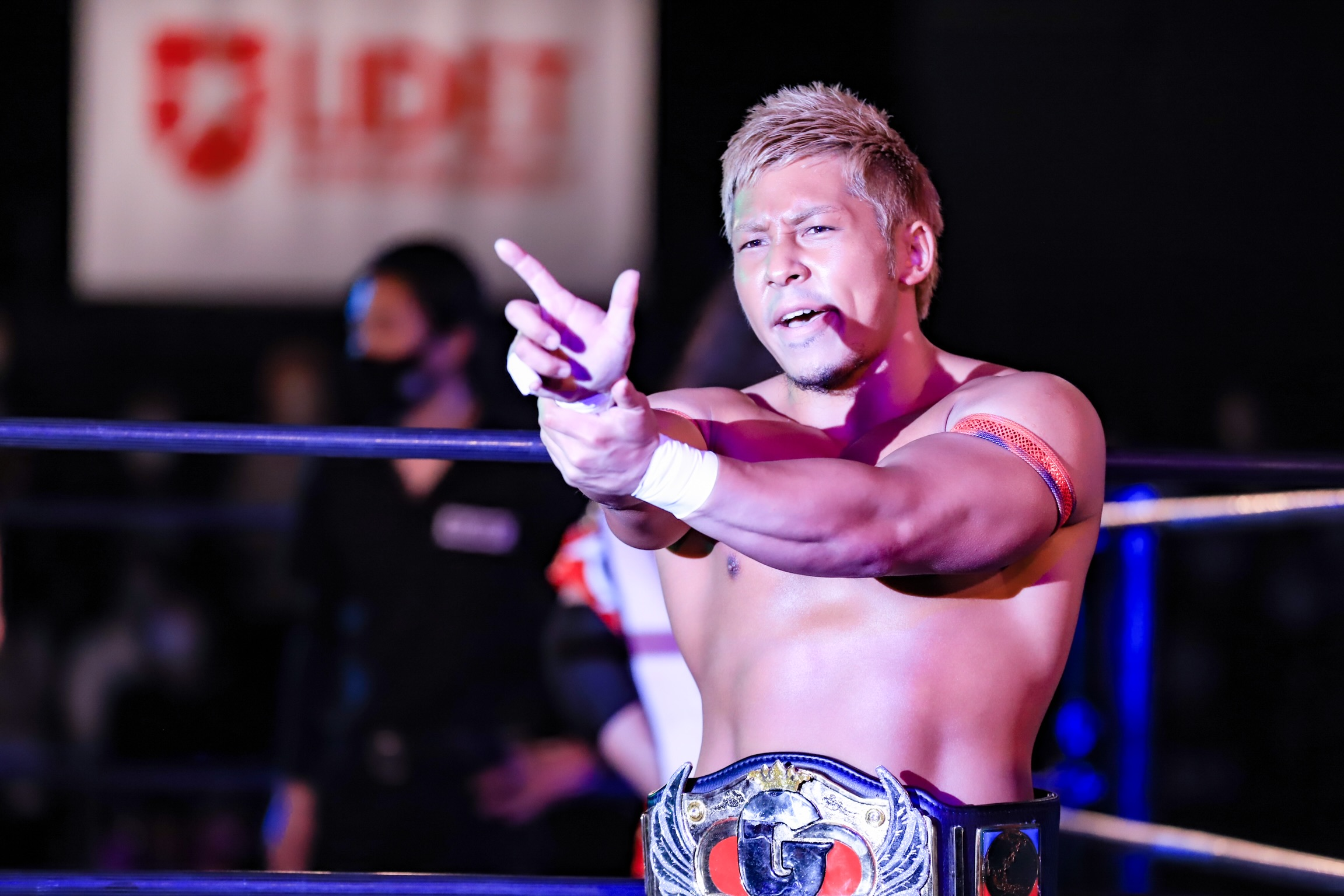
2023.02.15 GLEAT 新宿FACE大会にて撮影

## 経歴
- 2016年3月5日 - DNA春日部大会の岩崎孝樹戦でデビュー。
- 9月25日 - キング・オブ・ダーク王座を戴冠。
- 2017年2月19日 - 伊橋剛太に勝利しキング・オブ・ダーク王座を手放す。
- 2019年9月1日 - ベストボディ・ジャパンプロレスNEW PIER HALL大会にてなべやかんとのタッグでBBWタッグ王者となる。
- 11月4日、11月8日の新木場大会をもってDDTを退団することを発表[1]。以降はフリーとして活動もDDTには継続参戦中。
- 2021年9月29日、GLEAT新宿大会にマスク姿で登場。正体を明かすと、所属の河上隆一、田村ハヤトのチーム（ガチムチ軍→BULK ORCHESTRA）に合流、継続参戦が発表された。
- 2022年11月23日、GLEAT後楽園ホール大会のG-INFINITY王座防衛戦直前にGLEATに正式に所属することが発表された。
- 2024年4月から、無期限の海外武者修行へ。下半期に訪れたメキシコにてTAKUMA、SBKと合流し、TOKYO BAD BOYSを結成。現地でのリングネームはNOBU SAN。
- 2025年1月19日、NOBU SANへ統一し、BULK ORCHESTRAを脱退。

## 得意技
- その場跳びシューティングスタープレス
- 逆打ち
- フィッシャーマン・バスター

## タイトル歴
DDTプロレスリング
- 第18代キング・オブ・ダーク王座
- 第1184、1197、1301、1305、1307、1317、1322、1325代アイアンマンヘビーメタル級王座

GLEAT
- 第2代G-INFINITY王座（パートナーは田村ハヤト）

## 人物・エピソード
- DDTの練習生となるが一度脱走した経験がある。しかし再び練習生としてやり直す。本来ならばDNA旗揚げ戦でデビューした面々と同期であった。
- アイアンマンヘビーメタル級王座を保持していた1196代王者の「移動バス」をアームロックならぬ「ワイパーロック」でギブアップさせ、キング・オブ・ダーク王座とアイアンマンヘビーメタル級王座を同時に戴冠した。しかし直後にバス運転手の青木晃が怒りのバイオニックエルボーを決め敗れた。
- 2017年2月14日 野郎Z 其の四にて登場するやいなや大ブーイングを浴びた挙句、大鷲透に素人童貞である事を暴露される。
- 2020年コロナ禍での自身の困窮を訴える記事が週刊文春に取り上げられる[2]。

## 入場曲
- パワーボム

## 出演

### 舞台
- DDTドラマティックドリームシアターDNA組「櫻農カプリチオ～櫻ヶ丘農業高等学校狂想曲～」（2018年7月5日 ‐ 7日、東京・千本桜ホール）‐ 岡江直人 役